# Giovanni Brusca
Giovanni Brusca (  San Giuseppe Jato Sicilia 20 de febrero de 1957 - ), conocido como lo Scannacristiani (el Matacristianos, debido a su amplio historial de asesinatos) y también «U' Verru», Il Porco (el cerdo)) o Il Cinghiale (el jabalí), es un conocido asesino de la Mafia, detenido el 20 de mayo de 1996 que posteriormente colaboró con la justicia italiana. Es hijo de Bernardo Brusca, y hermano del arrepentido Enzo Brusca.
Al ser hijo de un antiguo capo, Brusca fue admitido en la Mafia muy joven, a los diecinueve años, con ya un asesinato a sus espaldas. Su iniciación fue presidida por el capo Toto Riina.
Brusca formaba parte de un escuadrón de asesinos bajo el mando directo de Riina. Fue el que accionó el detonador de la bomba que mató al juez Giovanni Falcone. Posteriormente, asesinó al capo de la familia Alcamo por cuestionar la autoridad de Riina, así como a otro mafioso que no había utilizado sus contactos en contra de uno de los macrojuicios instruidos por Falcone. Secuestró y mandó asesinar al hijo del arrepentido Santino di Matteo. El testimonio del arrepentido y antiguo colaborador de Brusca, Giuseppe Monticciolo, apunta a la autoría personal de Brusca. Tras la detención de Riina, ascendió dentro de la familia Corleonesi.